# Nikolas Jaspert

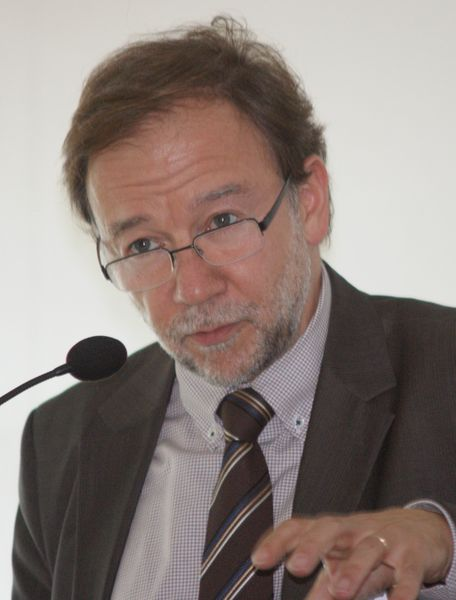
Nikolas Jaspert bei einem Vortrag, aufgenommen von Werner Maleczek im Jahr 2016.

Nikolas Jaspert (* 28. Dezember 1962 in Melbourne) ist ein deutscher Historiker für Mittelalterliche Geschichte. Seit Oktober 2013 ist er Professor für Mittelalterliche Geschichte an der Universität Heidelberg.

## Leben
Nikolas Jaspert studierte Geschichte, Hispanistik, Kunstgeschichte und Anglistik an der Freien Universität Berlin und in Madrid. Im Jahr 1995 wurde er am Friedrich-Meinecke-Institut der FU Berlin mit einer von Kaspar Elm betreuten Arbeit promoviert. Anschließend arbeitete er von 1995 bis 1998 als Wissenschaftlicher Assistent an der Freien Universität. Im Anschluss war er bis 2005 Akademischer Rat am Lehrstuhl für die Geschichte des Mittelalters an der Universität Erlangen-Nürnberg. Von 2005 bis 2013 lehrte er als Professor für die Geschichte des Mittelalters unter besonderer Berücksichtigung des Späten Mittelalters an der Ruhr-Universität Bochum. Seit Oktober 2013 ist er als Nachfolger von Stefan Weinfurter Professor für Mittelalterliche Geschichte mit dem Schwerpunkt Früheres Mittelalter und Historische Grundwissenschaften an der Universität Heidelberg. Er ist der Bruder von Robert Jaspert.
Jaspert ist seit 2009 Mitherausgeber der Zeitschrift für Historische Forschung (ZHF) und zudem Mitglied im Wissenschaftlichen Beirat der folgenden Zeitschriften Anuario de Estudios Medievales (seit 2002), Imago Temporis, Aragón en la Edad Media und Medievalismo (seit 2008), Potestas (seit 2009), Edad Media. Revista de Historia (seit 2010), Espacio – Tiempo – Forma (seit 2014), Revue Mabillon (seit 2016), En la España Medieval (seit 2017), De Medio Aevo (seit 2018), Intus-Legere Historia (seit 2019). Er ist Mitherausgeber der Reihen Geschichte und Kultur der Iberischen Welt, Spätmittelalterstudien und Outremer. Seit 2008 ist Jaspert Mitglied der Geisteswissenschaftlichen Sektion der Katalanischen Akademie für Wissenschaften (Institut d’Estudis Catalans), seit 2009 Mitglied und seit Herbst 2019 Vorsitzender des Konstanzer Arbeitskreises für mittelalterliche Geschichte. Von 2013 bis 2017 war er Präsident der Société Internationale des Historiens de la Méditerranée. Jaspert ist Co-Direktor des Heidelberg Centre for Transcultural Studies, 2020 wurde er als ordentliches Mitglied in die Heidelberger Akademie der Wissenschaften gewählt.
Jaspert ist seit 1988 verheiratet und Vater von drei Kindern.

## Forschungsschwerpunkte
Jaspert beschäftigt sich in seinen Publikationen und Forschungsprojekten mit der mediterranen, insbesondere der iberischen Geschichte des Mittelalters sowie mit deutsch-spanischen Beziehungen. Er erforscht transkulturelle Beziehungen, interkulturelle Diplomatie, Kreuzzüge und Ritterorden. Außerdem befasst er sich mit der Frömmigkeits-, Ordens- und Kirchengeschichte sowie mit der Mobilität im römisch-deutschen Reich. In seiner Dissertation untersuchte er „Stift und Stadt“ am Beispiel der Barceloneser Regularkanonikerkonvente von Santa Anna und von Santa Eulalia del Camp, einem vom Kathedralkapitel abhängigen Konvent. Mit seiner Arbeit möchte er die Beziehungen zwischen den beiden städtischen Chorherrenstiften und dem urbanen Umfeld darstellen. Dazu hat er die rund 3900 Pergamenturkunden für den Zeitraum von 1145 bis 1423 aus dem Diözesanarchiv von Barcelona geordnet, durchnummeriert und klassifiziert. Außerdem wurden die Bestände von neun sonstigen Archiven in Barcelona und elf weiteren zwischen Calahorra und Tarazona ausgewertet.
Jaspert war von 2009 bis 2013 Direktor des Zentrums für Mittelmeerstudien an der Ruhr-Universität Bochum. Im Jahr 2013 veröffentlichte er zusammen mit seinem Assistenten Sebastian Kolditz die Beiträge einer Tagung des Zentrums von 2011, die sich mit der Piraterie im Mittelmeerraum unter dem Thema „Gefährdete Konnektivität?“ befasst. Für den Konstanzer Arbeitskreis initiierte er mit Michael Borgolte im Herbst 2012 eine Tagung auf der Insel Reichenau zum Thema „Maritimes Mittelalter. Meere als Kommunikationsräume“.

## Schriften (Auswahl)
Monographien
- Movilidad y religiosidad medieval en los reinos peninsulares, Alemania y Palestina. Universidad de Granada, Granada 2020, ISBN 978-84-338-6736-0.
- Die Reconquista. Christen und Muslime auf der Iberischen Halbinsel 711–1492. Beck, München 2019, ISBN 978-3-406-74007-7.
- Die Kreuzzüge. 7., bibliografisch aktualisierte Auflage. wbg Academic, Darmstadt 2020, ISBN 978-3-534-27223-5.
- Stift und Stadt. Das Heiliggrabpriorat von Santa Anna und das Regularkanonikerstift Santa Eulàlia del Camp im mittelalterlichen Barcelona (1145–1423) (= Ordensstudien. Bd. 10 = Berliner historische Studien. Bd. 24). Duncker & Humblot, Berlin 1996, ISBN 3-428-08505-1.

Herausgeberschaften
- mit Harald Müller: Klangräume des Mittelalters (= Vorträge und Forschungen. Bd. 94). Thorbecke, Ostfildern 2023, ISBN 978-3-7995-6895-1.
- mit Viola Skiba, Bernd Schneidmüller, Wilfried Rosendahl: Die Normannen. Eine Geschichte von Mobilität, Eroberung und Innovation. Schnell & Steiner, Regensburg 2022, ISBN 978-3-7954-3698-8.
- mit Viola Skiba, Bernd Schneidmüller: Norman Connections. Schnell & Steiner, Regensburg 2022, ISBN 978-3-7954-3670-4.
- mit Katharina Bolle, Marc von der Höh: Inschriftenkulturen im kommunalen Italien: Traditionen, Brüche, Neuanfänge (= Materiale Textkulturen. Bd. 21). De Gruyter, Berlin 2019, ISBN 3-11-063836-3.
- Perpignan 1415. Un sommet européen à l'époque du Grand Schisme d'Occident (= Geschichte und Kultur der Iberischen Welt. Bd. 15). Lit, Berlin u. a. 2019, ISBN 978-3-643-91069-1.
- mit Alexandra Cuffel: Entangled hagiographies of the religious other. Cambridge Scholars Publishing, Newcastle upon Tyne 2019, ISBN 978-1-5275-1626-7.
- mit Imke Just: Queens, Princesses and Mendicants. Close Relations in European Perspective (= Vita regularis. Bd. 75). Lit, Wien u. a. 2019, ISBN 978-3-643-91092-9.
- mit Christian A. Neumann, Marco di Branco: Ein Meer und seine Heiligen. Hagiographie im mittelalterlichen Mediterraneum. Schöningh, Paderborn 2018, ISBN 978-3-506-78521-3.
- mit Sebastian Kolditz: Entre mers – Outre-mer. Spaces, modes and agents of Indo-Mediterranean connectivity. Heidelberg University Publishing, Heidelberg 2018, ISBN 978-3-946054-80-1.
- mit Mihran Dabag, Dieter Haller, Achim Lichtenberger: New Horizons. Mediterranean Research in the 21st Century. Schöningh, Paderborn 2016, ISBN 978-3-506-76632-8.
- mit Ivan Jablonka, Jean-Philippe Schreiber, John Tolan: Religious minorities, integration and the state (= Religion and law in medieval Christian and Muslim societies. Bd. 6). Brepols, Turnhout 2016, ISBN 978-2-503-56499-9.
- mit Reinhard von Bendemann, Annette Gerstenberg, Sebastian Kolditz: Konstruktionen mediterraner Insularitäten (= Mittelmeerstudien. Bd. 11). Schöningh, Paderborn 2016, ISBN 978-3-506-76633-5.
- mit Marc von der Höh, Jenny Rahel Oesterle: Cultural Brokers at Mediterranean Courts in the Middle Ages (= Mittelmeerstudien. Bd. 1). Schöningh, Paderborn 2013, ISBN 978-3-506-77559-7.
- mit Stefan Tebruck: Die Kreuzzugsbewegung im römisch-deutschen Reich (11.–13. Jahrhundert). Thorbecke, Ostfildern 2016, ISBN 978-3-7995-0383-9.
- mit Michael Borgolte: Maritimes Mittelalter. Meere als Kommunikationsräume (= Vorträge und Forschungen Bd. 83). Thorbecke, Ostfildern 2016, ISBN 978-3-7995-6883-8 (online).
- mit Mihran Dabag, Dieter Haller, Achim Lichtenberger: Handbuch der Mediterranistik. Systematische Mittelmeerforschung und disziplinäre Zugänge (= Mittelmeerstudien. Bd. 8). Fink, Paderborn 2015, ISBN 978-3-7705-5743-1.
- Seeraub im Mittelmeerraum. Piraterie, Korsarentum und maritime Gewalt von der Antike bis zur Neuzeit (= Mittelmeerstudien. Bd. 3). Fink, Paderborn 2013, ISBN 978-3-7705-5637-3.
- mit Klaus Herbers: Integration – Segregation – Vertreibung. Religiöse Minderheiten und Randgruppen auf der Iberischen Halbinsel (7.–17. Jahrhundert) (= Geschichte und Kultur der Iberischen Welt. Bd. 8). Lit, Münster 2011, ISBN 978-3-643-11426-6.
- mit Karl Borchardt, Helen J. Nicholson: The Hospitallers, the Mediterranean and Europe. Festschrift for Anthony Luttrell. Ashgate, Aldershot 2007, ISBN 978-0-7546-6275-4.
- mit Klaus Herbers: „Das kommt mir spanisch vor“. Eigenes und Fremdes in den deutsch-spanischen Beziehungen des späten Mittelalters (= Geschichte und Kultur der Iberischen Welt. Bd. 1). Lit, Münster 2004, ISBN 3-8258-8004-4.
- mit Dieter R. Bauer, Klaus Herbers: Jerusalem im Hoch- und Spätmittelalter: Konflikte und Konfliktbewältigung – Vorstellungen und Vergegenwärtigungen (= Campus historische Studien. Bd. 29). Campus, Frankfurt am Main 2001, ISBN 3-593-36851-X.
- mit Franz-Josef Felten: Vita Religiosa im Mittelalter. Festschrift für Kaspar Elm zum 70. Geburtstag (= Ordensstudien. Bd. 13). Duncker & Humblot, Berlin 1999, ISBN 3-428-09965-6.